# 大倉一郎 (化学工学者)
大倉 一郎（おおくら いちろう、1944年12月 - ）は、日本の工学者（化学工学）。学位は工学博士（東京工業大学・1973年）。東京工業大学名誉教授。
東京工業大学大学院生命理工学研究科研究科長、東京工業大学生命理工学部学部長、東京工業大学フロンティア創造共同研究センターセンター長、東京工業大学副学長（企画担当）、国立大学法人東京工業大学理事、東京工業大学博物館長などを歴任した。

## 来歴

### 生い立ち
1944年に生まれた。私立武蔵高校卒業後、東京工業大学に入学し、理工学部の応用化学課程にて学んだ。1968年に東京工業大学を卒業すると、そのまま同大学の大学院に進学した。大学院では、理工学研究科の化学工学専攻に在籍した。1970年に東京工業大学大学院の修士課程を修了し、1973年には博士課程を修了した。学位論文の題は「ESRによるZigler-Natta触媒の研究」。

### 研究者として
東京工業大学大学院の博士課程を修了すると、アメリカ合衆国に渡った。ニュージャージー州のプリンストン大学にて、化学科の博士研究員として採用された。一年半ほどプリンストン大学に勤務したのち、日本に帰国した。母校である東京工業大学に採用され、工学部の助手として着任した。その後、東京工業大学の工学部にて助教授に昇任し、のちに教授に就任した。
1990年、東京工業大学の工学部の教授から転じ、生命理工学部の教授となった。10年後の2000年に、東京工業大学の大学院にて、生命理工学研究科の教授に就任した。2002年には、東京工業大学の大学院にて、生命理工学研究科の研究科長に就任した。また、同年より、東京工業大学の生命理工学部にて学部長を兼任した。2005年には、東京工業大学のフロンティア創造共同研究センターにてセンター長を兼務した。
東京工業大学では、教学分野だけでなく、管理・運営分野でも尽力した。2000年には、東京工業大学の評議員を兼任することになった。また、2004年には、東京工業大学の経営協議会にて、委員を兼任することになった。また、2007年には、東京工業大学の副学長に就任した。さらに、東京工業大学の設置者である「国立大学法人東京工業大学」では、理事に就任している。

### 不祥事
2011年6月、庄山悦彦、滝久雄、橋本元一、西森秀稔、小島定吉らで構成される東京工業大学学長選考会議により、次期学長に選任された。2011年10月より学長に就任する運びとなったが、同年7月に学長就任を突如辞退したため、学長選考会議が再度招集される事態となった。文部科学省が「次期学長の辞退は極めて異例」とコメントするなど、就任辞退の報は驚きをもって迎えられた。
2011年7月29日、東京工業大学の発表により、大倉が余った研究費を返還せず、取引業者にプールする手口で不正使用していた疑いがあることが明らかとなった。東京工業大学では、この件に関する情報を入手したため、予備調査委員会を設置した。その後、東京工業大学は調査委員会を設置し、この問題についての本格的な調査を開始した。この事態に対して、大倉は「預け金の問題については調査中であり回答を差し控えたい」と述べている。

## 研究
専門は工学であり、特に化学工学を中心とした分野の研究を進めている。具体的には、酵素反応のメカニズムについての研究に取り組んでいる。また、太陽のエネルギーを、いかに化学エネルギーに変換するのかを研究したりしている。また、光線力学療法についても研究していた。

## 略歴
- 1968年 - 東京工業大学理工学部卒業。
- 1970年 - 東京工業大学大学院理工学研究科修士課程修了。
- 1973年 - 東京工業大学大学院理工学研究科博士課程修了。
- 1973年 - プリンストン大学化学科博士研究員。
- 1974年 - 東京工業大学工学部助手。
- 1985年 - 東京工業大学工学部助教授。
- 1988年 - 東京工業大学工学部教授。
- 1990年 - 東京工業大学生命理工学部教授。
- 2000年 - 東京工業大学大学院生命理工学研究科教授。
- 2000年 - 東京工業大学評議員。
- 2002年 - 東京工業大学大学院生命理工学研究科研究科長。
- 2002年 - 東京工業大学生命理工学部学部長。
- 2004年 - 東京工業大学経営協議会委員。
- 2005年 - 東京工業大学フロンティア創造共同研究センターセンター長。
- 2007年 - 東京工業大学理事。
- 2007年 - 東京工業大学副学長。
- 2011年 - 東京工業大学博物館館長[10]。

## 賞歴
- 1993年 - 日本化学会学術賞。
- 2000年 - 注目発明賞。
- 2001年 - 基礎錯体工学研究会技術賞。
- 2001年 - 日本化学会欧文誌論文賞。
- 2002年 - 竹田国際貢献賞。
- 2006年 - 石油学会学会賞[11]。
- 2005年 - 触媒学会功績賞[12]。

## 著作

### 共著
- 森川陽・大倉一郎・高橋孝志著『学会発表の上手な準備――ポスター・OHP・スライドのてぎわよい作り方』講談社、1990年。ISBN 9784061539105
- 相澤益男・大倉一郎・北爪智哉著『バイオ英語入門』講談社、1994年。ISBN 9784061397682
- 相澤益男ほか著『生物物理化学』講談社、1995年。ISBN 9784061397736
- 大倉一郎・北爪智哉・中村聡著『生物工学英語入門』講談社、1996年。ISBN 9784061397811
- 大倉一郎・北爪智哉・中村聡著『生物工学基礎』新版、講談社、2002年。ISBN 9784061398030
- 朝倉則行・蒲池利章・大倉一郎著『生物物理化学――タンパク質の働きを理解するために』化学同人、2008年。ISBN 9784759811407

### 翻訳
- Leonard K. Nash著、慶伊富長・大倉一郎訳『化学量論』東京化学同人、1970年。

## 関連人物
- 相澤益男
- 中村聡